# Floro di Lodève
Floro (fl. I secolo) è ritenuto il protovescovo di Lodève ed è venerato come santo dalla Chiesa cattolica.

## Biografia
La vita di questo santo si è formata a partire dal XII secolo e fu messa per iscritto da Bernardo Gui, vescovo di Lodève, agli inizi del XIV secolo. Una vita abbreviata si trova anche in un breviario di Clermont-Ferrand del XIV secolo. Questo testo agiografico è ritenuto leggendario.
Discepolo di san Pietro, venne a Roma con lui e poi partì per evangelizzare la Gallia Narbonense. Vescovo, pose la propria sede episcopale a Lodève. In seguito ad una visione, partì con due compagni, ma attraversando la Causse, sarebbero morti se Floro non avesse fatto scaturire una sorgente d'acqua. In seguito si stanziò a Indiciacum, località che in seguito prese il suo nome, Saint-Flour. Qui fece costruire una chiesa e trovò la morte.
L'esistenza storica di Floro sembra documentata da una bolla di papa Gregorio V (996-999), che parla della sua tomba all'interno di un monastero, quello costruito sul luogo di Indiciacum.

## Culto
Il culto di san Floro è attestato per la prima volta nell'XI secolo nell'abbazia di Chaise-Dieu e nel XII secolo nel sacramentario del priorato di Souvigny. Il giorno della sua memoria era il 1º giugno.
In questo stesso giorno il suo culto passò nel Martirologio Romano, che lo ricorda con queste parole:
(Martirologio Romano. Riformato a norma dei decreti del Concilio ecumenico Vaticano II e promulgato da papa Giovanni Paolo II, Città del Vaticano, 2004, p. 440)